# جون بلامر مارسيلو
جون بلامر مارسيلو هو سياسي كندي، ولد في 26 يوليو 1838 في Morrisburg, Ontario ‏ في كندا، وتوفي في 29 مايو 1932. انتخب عضو الجمعية التشريعية في ألبرتا ‏.